# Alexandr Miškin
Alexandr Jevgeňjevič Miškin (rusky Алекса́ндр Евге́ньевич Ми́шкин; * 13. července 1979 Lojga, Archangelská oblast) je důstojník ruského vojenského zpravodajství GRU, který se podle USA, Velké Británie a Evropská unie pod pseudonymem Alexandr Petrov v březnu 2018 podílel na otravě Sergeje Skripala a jeho dcery.

## Životopis
Po narození žil Alexandr Miškin do šestnácti let v rodné vesnici s babičkou, která tam vykonávala zdravotní službu. Někdy mezi lety 1995–1999 se přestěhoval do Petrohradu. Ještě před rokem 2001 nastoupil na Kirovovu lékařskou vojenskou akademii pro námořnictvo v Petrohradě. Studoval na 4. lékařské fakultě se specializací na podmořskou a hypobarickou medicínu a školu dokončil v roce 2006 nebo 2007. K rozvědce GRU se dostal možná již na studiích, nejpozději však v roce 2010, kdy se přestěhoval do Moskvy a získal tajnou identitu.
Ve svém pasu, se kterým cestuje do evropských zemí, používá krycí jméno Alexandr Petrov. Jeho pas se liší pouze ve třech po sobě jdoucích číslech od pasu jiného agenta GRU Boširova (Čepigy) a je zřejmé, že byl vydán na stejném místě (ze stejné série pochází i pas jiného agenta GRU – plk. Šišmakova, který se jako Eduard Širokov podílel na pokusu o státní převrat v Černé Hoře). V pasu byla zachována většina původních životopisných údajů Miškina, jen se změnou příjmení bylo jako místo narození nově uvedeno město Kotlas. Jak zjistil Bellingcat, je v evidenci pasů obou agentů poznámka „neposkytovat údaje“ následovaná záhadným číslem (1957966), které bylo nakonec po přidání trojčíslí pro Moskvu (+495) identifikováno jako telefonní číslo na ruské Ministerstvo obrany.
V Moskvě Miškin žije se ženou a dvěma dětmi na jiné adrese, než uvádí v pasu. Až do září 2014 byl v Moskvě registrován na adrese Koroševskoje Šosse 76B, což je adresa velitelství GRU. Jeho pravou identitu odkryl investigativní web Bellingcat ve spolupráci se svými zdroji v Rusku.
V letech 2010–2013, před zahájením války na východní Ukrajině, cestoval Miškin autem opakovaně na Ukrajinu, často přes hranici tzv. Podněsterské republiky – ruské separatistické zóny na východě Moldavska.
V lednu roku 2014, devět měsíců předtím, než vybuchl vrbětický muniční sklad, navštívil Miškin Česko spolu s velícím důstojníkem této jednotky GRU, generálmajorem Denisem Vjačeslavovičem Sergejevem, který vystupoval pod krycím jménem Sergej Fedotov. Komando Miškin, Čepiga a Sergejev v té době sledovalo i Sergeje Skripala, který se v říjnu 2014 setkal v Praze s českými důstojníky zpravodajských služeb, jimž pomáhal s odhalováním údajných ruských špionů. Miškin s Čepigou přiletěli do Prahy 13. října 2014 pravidelnou linkou Aeroflotu z Moskvy s pasy Moldavska na jméno Nicolai Popa a Tádžikistánu na jméno Ruslan Tabarov. Z Prahy se pak přemístili do Ostravy. České území opustili 16. října, v den výbuchu prvního skladu munice ve Vrběticích, kdy odjeli do Rakouska a odtud odletěli zpět do Moskvy. Oba agenty vyznamenal Vladimir Putin koncem roku 2014 (tedy po výbuchu ve Vrběticích) vysokým řádem Hrdina Ruska. Při vstupu do Česka se oba prokázali krycími pasy vystavenými rozvědkou GRU, které později použili během akce ve Velké Británii. V letech 2016–2018 cestoval Miškin opakovaně do Amsterdamu, Ženevy, Paříže a Velké Británie, většinou v doprovodu Boširova (Čepigy).
Vražda Seregeje Skripala byla pečlivě připravována. Velitel komanda Sergej Fedotov (generálmajor GRU Denis Vjačeslavovič Sergejev) navštívil Londýn v březnu 2016 a 2017. Potřetí přiletěl do Londýna 2. března 2018, tedy stejný den jako Alexander Miškin (pod krycím jménem Alexander Petrov) a Anatolij Čepiga (jako Ruslan Boširov), ale jiným spojem SU 2580 Aeroflot, který odlétal z Moskvy. Po provedení atentátu na Skripala komando odcestovalo z Londýna 4. března, opět různou cestou (Fedotov do Říma a odtud do Moskvy).
Podle evropských médií byli dva ruští agenti, později identifikovaní jako Miškin a Čepiga, zatčeni a vypovězeni roku 2018 z Nizozemska, když se pokoušeli propašovat do Švýcarska zařízení, jehož cílem bylo infiltrovat Spiez laboratory, která v té době analyzovala chemické útoky v Sýrii.